# Jean-Étienne Esquirol
Jean-Étienne Dominique Esquirol (Toulouse, 3 de fevereiro de 1772 — Paris, 12 de dezembro de 1840) foi um psiquiatra francês. Entre vários outros notáveis trabalhos cunhou o termo "alucinação". Foi discípulo de Philippe Pinel, sucedendo seu mestre em 1811 como chefe do Hospital da Salpêtrière em Paris. 
Esquirol diferencia demência (doença mental) e amência (deficiência mental), nas palavras dele, o primeiro é louco, o segundo é idiota.  É com Esquirol que o termo idiotia deixa de ser considerado uma doença e o critério para avaliá-lo passa ser o rendimento educacional. O médico, em consequência, perde a palavra final no que diz respeito à deficiência mental, abrindo as portas dessa nova área de estudo ao pedagogo. 